# Joop Mom
Joop Mom (Rotterdam, 5 juni 1952) is een voormalig profvoetballer. Mom was doelverdediger.
Mom debuteerde in het seizoen 1972-1973 bij Sparta. Mom speelde tot en met 1977 in totaal tien wedstrijden voor de kasteelclub, hij was in die jaren de vaste stand-in voor Pim Doesburg.
Na zijn carrière was Mom als trainer actief in het amateurvoetbal, onder meer bij WRW (Wit Rood Wit) uit Brielle. Tevens was Mom wedstrijdanalist bij topklasser vv Capelle.